# Кулон (місячний кратер)
Кра́тер Куло́н (лат. Coulomb) — великий метеоритний кратер у північній півкулі зворотного боку Місяця. Назва присвоєна на честь французького військового інженера і фізика-науковця Шарля Огюстена де Кулона (1736—1806) і затверджена Міжнародним астрономічним союзом у 1970 році. Утворення кратера відбулось у нектарському періоді.

## Опис кратера

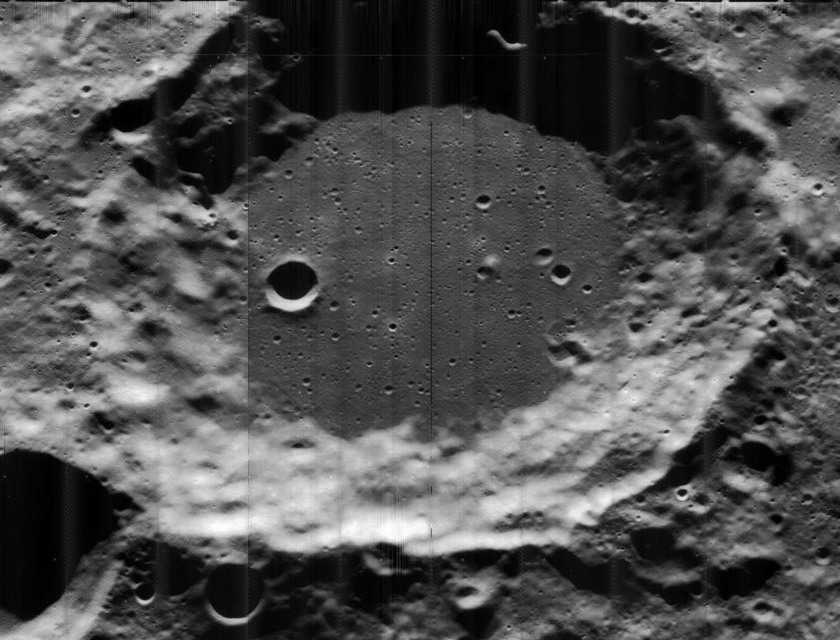
Світлина зонду Лунар орбітер-5

Найближчими сусідами кратера Кулон є кратер Крамерс на заході; кратер Дайсон на північному заході; кратер Зігмонді на північному сході; кратер Еллісон на сході і кратер Сартон на південному заході. Селенографічні координати центра кратера 54°42′ пн. ш. 114°42′ зх. д. / 54.7° пн. ш. 114.7° зх. д., діаметр 60,5 км, глибина 2,8 км.
Кратер Кулон має полігональну форму і знаходиться у північно-східній частині басейну Кулон — Сартон діаметром 530 км. Вал є згладжений, хоча зберіг достатньо чіткі обриси крайки, має широкий внутрішній схил зі слідами терасоподібної структури. Масивний зовнішній схил вала сягає ширини у третину діаметра кратера. З північно-західного боку до зовнішнього валу прилягає сателітний кратер Кулон V (див. нижче), симетрично йому до південно-східної частини зовнішнього валу прилягає сателітний кратер Кулон J. Висота валу над навколишньою місцевістю сягає 1410 м, об'єм кратера становить приблизно 7600 км³. Дно чаші є рівним, ймовірно затоплене лавою, відзначене лише кількома дрібними кратерами з яких найпомітнішим є кратер у південній частині чаші.

## Сателітні кратери
| Кулон | Координати                                                  | Діаметр, км |
| ----- | ----------------------------------------------------------- | ----------- |
| C     | 57°10′ пн. ш. 111°23′ зх. д. / 57.17° пн. ш. 111.38° зх. д. | 34,2        |
| J     | 52°58′ пн. ш. 112°02′ зх. д. / 52.97° пн. ш. 112.04° зх. д. | 33,7        |
| N     | 50°19′ пн. ш. 116°01′ зх. д. / 50.32° пн. ш. 116.01° зх. д. | 30,6        |
| P     | 50°16′ пн. ш. 117°44′ зх. д. / 50.26° пн. ш. 117.74° зх. д. | 35,7        |
| V     | 55°17′ пн. ш. 118°23′ зх. д. / 55.28° пн. ш. 118.38° зх. д. | 33,1        |
| W     | 56°10′ пн. ш. 120°55′ зх. д. / 56.16° пн. ш. 120.91° зх. д. | 32,8        |

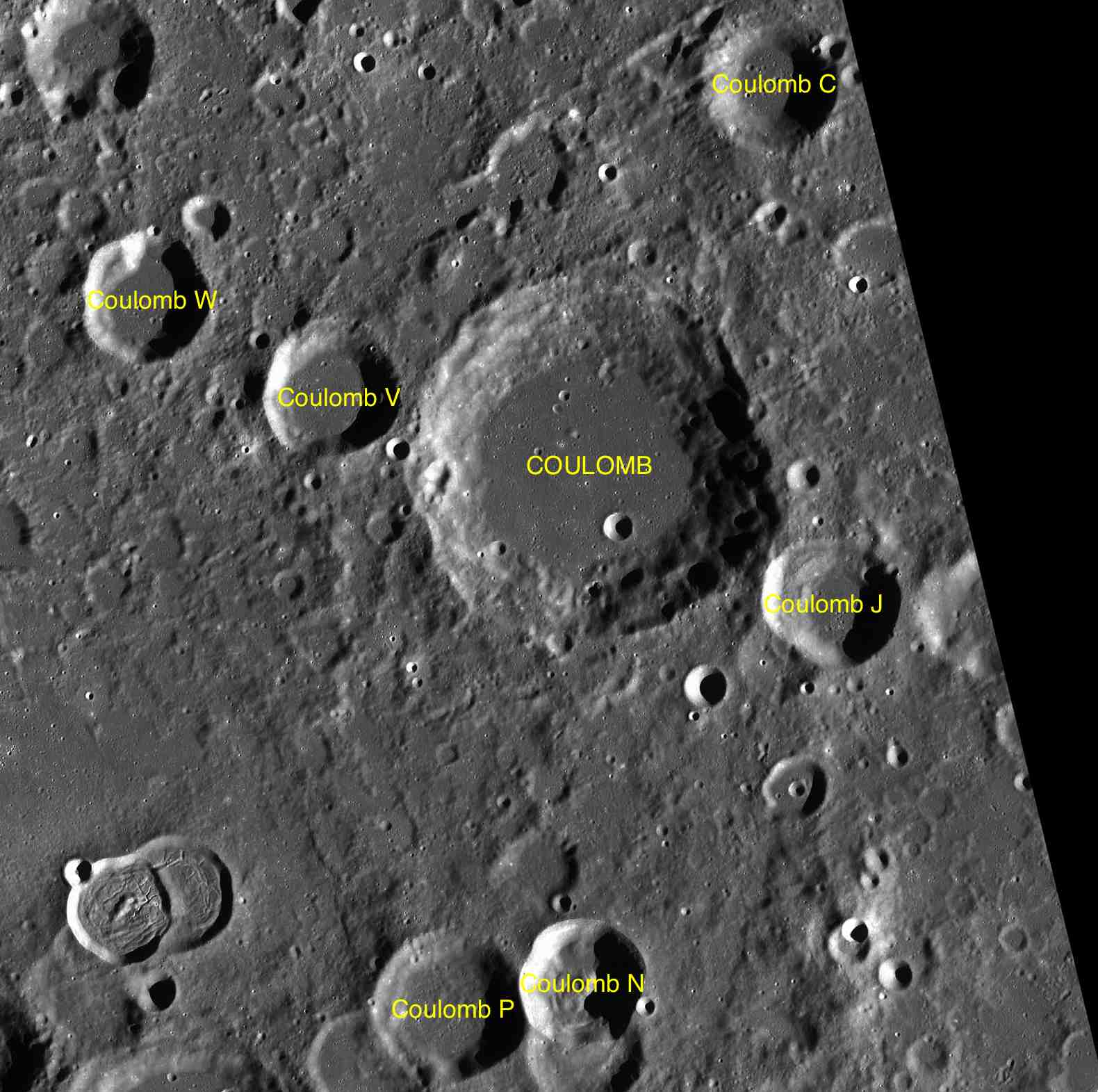
Кратер Кулон із сателітними кратерами. Фрагмент мапи LAC-20.

- Утворення сателітних кратерів Кулон C і P відбулось у нектарському періоді[1].
- Утворення сателітного кратера Кулон N відбулось у пізньоімбрійському періоді[1].